# Mircești, Iași
Mircești (în maghiară Merszefalva) este satul de reședință al comunei cu același nume din județul Iași, Moldova, România.

## Istoric
Gheorghe I. Năstase, referindu-se la cele 6 sate în totalitate maghiare găsite de Marco Bandini la 1646 în zona Romanului: Tămășeni (în maghiară Tamásfalva, menționat de Bandini ca Thomasest), Adjudeni (Dsudai, Gsiuda falva), Răchiteni (Domafalva), Săbăoani (Szabófalva), Leucușăni (Lökösfalva, contopit cu Săbăoani), Tețcani (Steczkofalva), a menționat că acesta reprezenta la acea vreme nucleul maghiar al Ținutului Romanului. Însă, nucleul s-a mărit considerabil pe ambele maluri ale luncii Siretului în secolele al XVIII-lea și al XlX-lea cu satele: Cozmești, Mogoșești, Luncași, Hălăucești, Mircești, Ursărești, Traian și Sturza. În aceeași perioadă au apărut și satele maghiare din bazinul inferior al râului Moldova, precum: Corhana, Pildești, Gherăiești, Iugani, Barticești, Muncelu de Sus, Tupilați, David, Talpa, Breaza, Văleni și Bârgăoani.
Prima mențiune documentară provine din anul 1455. Satul nu a fost menționat în harta militară de la sfârșitul secolului al XVIII-lea (1:28.000) și nici în anexa acesteia.
János Jerney⁠(hu)[traduceți] în cartea Keleti utazása a' magyarok' őshelyeinek kinyomozása végett 1844 és 1845 (1851) a menționat satul Mérgyest sau Merdzsest ca fiind filială a parohiei catolice de Hălăucești, aflată la o distanță de jumătate de oră. Atunci existau 200 de locuitori catolici ceangăi, dar care nu mai vorbeau limba maghiară.
Moșierul satului, Vasile Alecsandri, după însemnările din manuscrisele sale, stăpânea limba maghiară. Acest fenomen a fost explicat de existența lucrătorilor ceangăi la moșia sa, care au rămas în sat și după Primul Război Mondial.
În 1868, Ferenc Kovács⁠(hu)[traduceți] l-a menționat ca Mercsest și cu o populație de 137 de catolici. Gábor Lükő⁠(hu)[traduceți] a susținut că denumirea populară era Merszefala iar populația catolică era aproximativ jumătate din numărul total de locuitori al satului. La fel precum Jerney, Kovács și Lükő i-au găsit a fi deja vorbitori de limbă română. Satul avea o biserică catolică și una ortodoxă. În anul 1912, populația totală a satului era de 807 persoane.
Nicolae Iorga a găsit în sat ceangăi-maghiari scăpătați, precum și români refugiați din alte zone, care trăiau în case sărăcăcioase:
„Satul Mircești e ceva mai în urmă, pe o coastă din stânga. O biată adunătură de case sărace, Unguri decăzuți și Moldoveni pribegiți de prin alte locuri. Se vede o casă bătrânească, destul de mică supt țuguiul de șindilă neagră al coperișului. În urmă, copaci vechi închid o mare livadă; între alți copaci de aceiași vrâstă se ascunde mormântul [al lui Vasile Alecsandri], foarte poetic în părăsirea umilinții sale. Un cuib de fericire domoală pentru o fire mai mult ticnită, fără avânturi și puteri deosebite.”—Nicolae Iorga, România cum era până la 1918. II. Moldova și Dobrogea, 1940

## Obiective turistice
- Casa memorială Vasile Alecsandri, construită între anii 1861–1867
- Mausoleul lui Vasile Alecsandri, în stil moldovenesc, din perioada 1925–1927
- Biserica „Sfinții Voievozi” și „Adormirea Maicii Domnului”, din secolul al XIX-lea
- Lunca Mircești (Vasile Alecsandri), rezervație naturală

## Legături externe
Materiale media legate de Mircești la Wikimedia Commons